# Pseudopostega cretea
Pseudopostega cretea là một loài bướm đêm thuộc họ Opostegidae. Nó được Edward Meyrick miêu tả năm 1920. Nó được tìm thấy ở miền đông half của Bắc Mỹ từ miền nam Canada (bao gồm Ontario) phía nam đến miền bắc Florida, phía tây đến tây nam British Columbia và Texas.
Chiều dài cánh trước là 3.9–4.6 mm. Con lớn được ghi nhận từ tháng 5 đến tháng 7 (với một trường hợp được ghi nhận vào tháng 8) ở nam Hoa Kỳ và từ tháng 6 đến tháng 8 khắp khu vực phía bắc.